# Šentilj
Šentilj là một khu tự quản (tiếng Slovenia: občine, số ít – občina) trong vùng Podravska của Slovenia. Šentilj có diện tích 65 km2, dân số là theo điều tra ngày 31 tháng 3 năm 2002 là 8074 người. Thủ phủ khu tự quản Šentilj đóng tại Šentilj v Slovenskih goricah.